# Marcelin Flandrin
Marcelin Flandrin (1889 Annaba, Alžírsko – 1957 Casablanca, Maroko) byl francouzský fotograf.

## Život a dílo
Do Maroka přišel v roce 1901 a jako dobrovolník nastoupil vojenskou službu v roce 1912. Byl fotografem z povolání a sloužil ve fotografické divizi Service Photographique de l'Armée. Fotograficky dokumentoval Rifskou válku. Během první světové války působil u letectva a válku ukončil jako letecký pozorovatel, kdy fotograficky zdokumentoval celou řadu leteckých bojů.
Při demobilizaci se přestěhoval do Casablanky a fotografoval rozvíjející se město v období od roku 1921 do 1930. Své snímky z tohoto období publikoval v roce 1929 v albu s názvem Casablanca de 1889 à nos jours (Casablanca v roce 1889 a dnes). V roce 1921 zveřejnil v časopise L'Illustration záběry pořízené z letadla na trase Casablanca - Francie. V roce 1922 vystavoval na koloniální výstavě v Marseille v marockém pavilónu. Jeho fotografie jako ilustrace byly publikovány v knize o Maroku s názvem Nordafrica (1924) společně se s nímky Rudolfa Lehnerta. Byl oficiálním dvorním fotografem královské rodiny, v roce 1926 fotografoval oficiální návštěvu marockého sultána ve Francii.
Marcelin Flandrin byl také jedním z největších vydavatelů pohlednic v Maroku. Jako první v Maroku praktikoval letecké snímkování. Je autorem celé řady aktů s orientální tematikou.

## Galerie

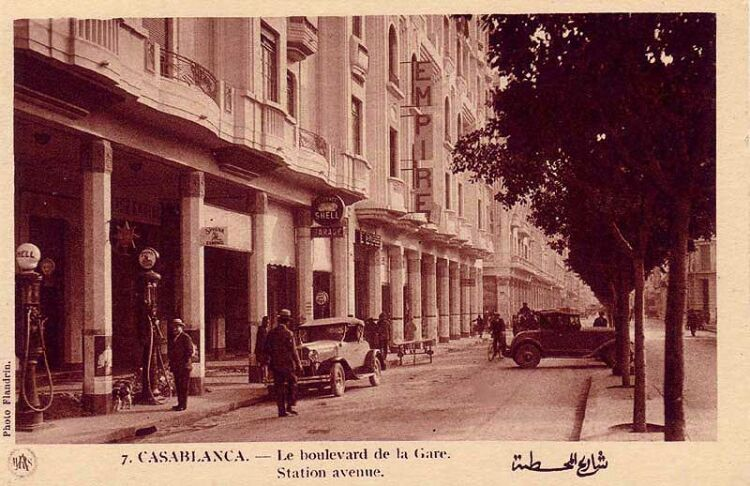
Casablanca 1920-1930
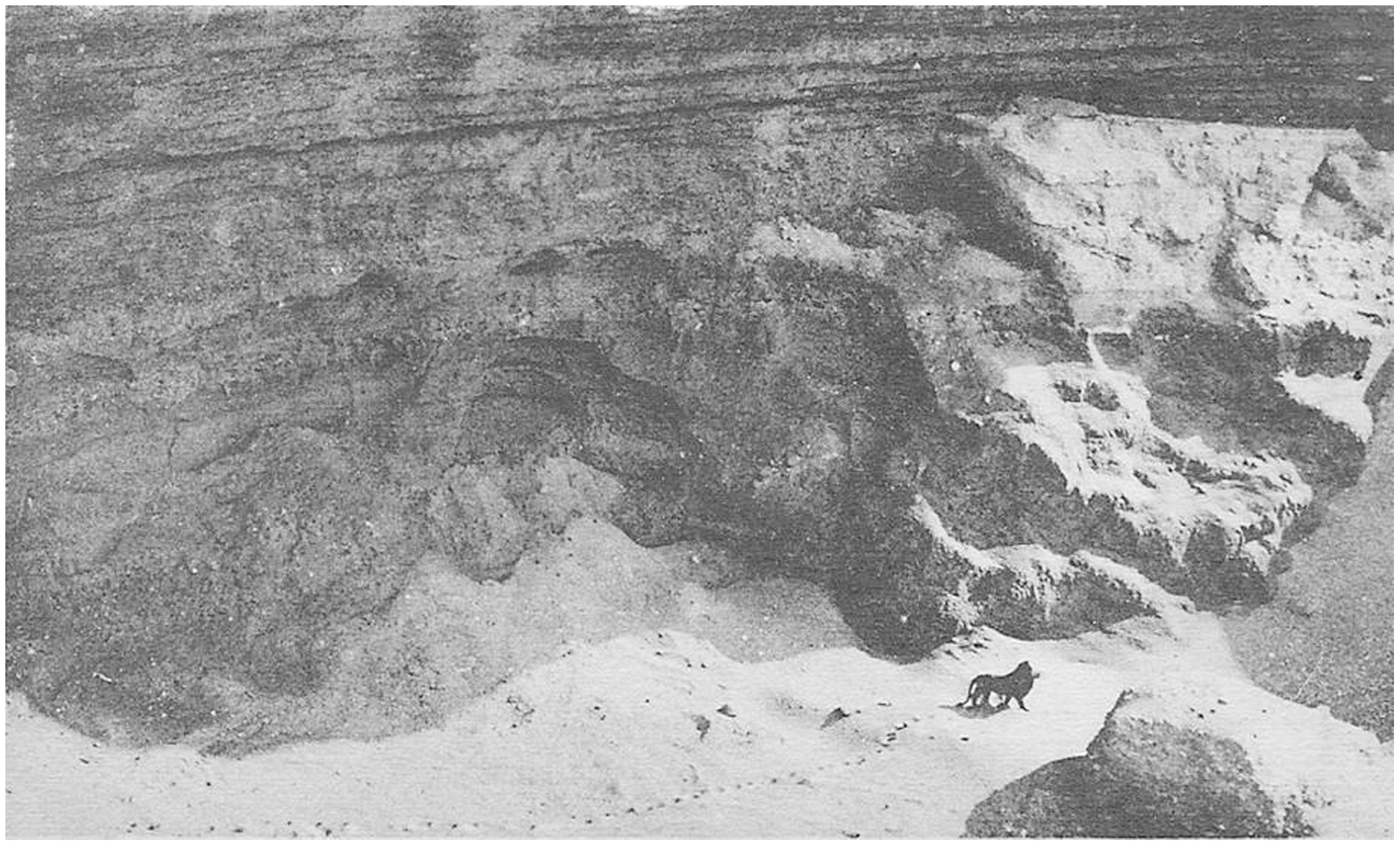
Divoký barbarský lev, pohoří Atlas, fotografii pořídil Flandrin během letu Casablanca-Dakar a je to poslední snímek lva žijícího v divoké přírodě, 1925
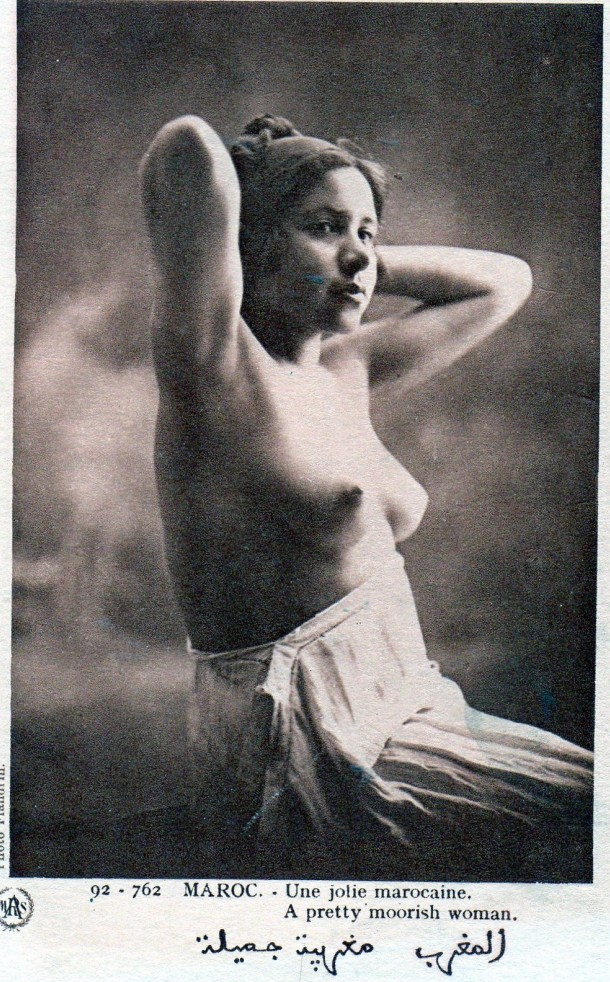
Pohlednice, akt s orientální tematikou
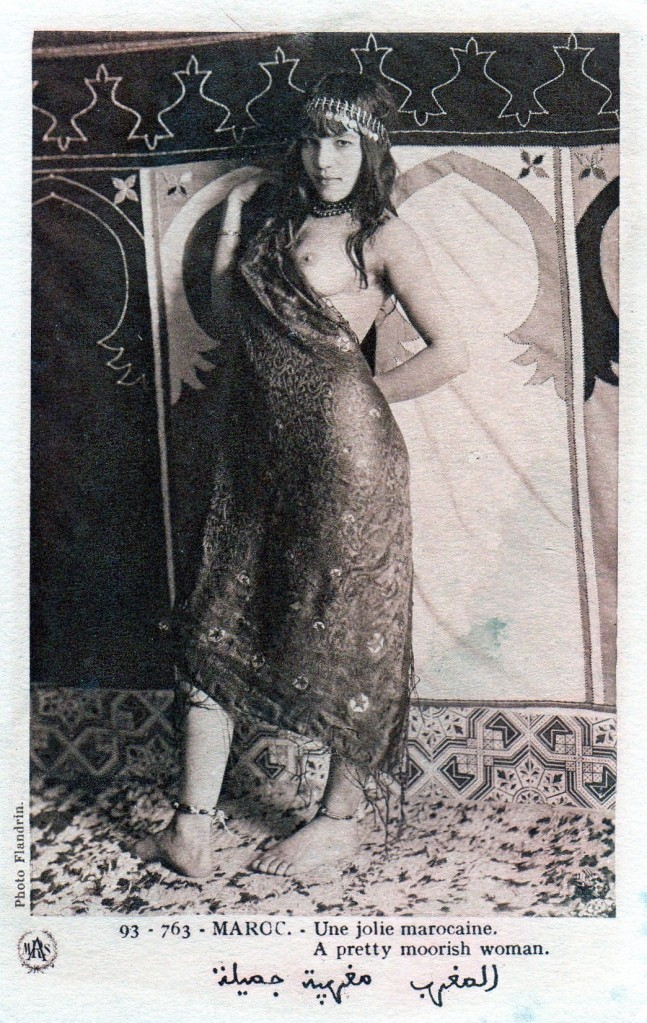
Pohlednice, akt s orientální tematikou